# Służów Pierwszy
Służów Pierwszy – część wsi Służów w Polsce, położona w województwie świętokrzyskim, w powiecie buskim, w gminie Busko-Zdrój.
W latach 1975–1998 Służów Pierwszy administracyjnie należał do województwa kieleckiego.